# Mark Blum
Mark Jeffrey Blum (ur. 14 maja 1950 w Newark, zm. 26 marca 2020 w Nowym Jorku) – amerykański aktor filmowy, teatralny i telewizyjny. Najbardziej znany z filmów: Rozpaczliwie poszukując Susan (1985) i Krokodyl Dundee (1986). W serialu Mozart in the Jungle (2014–2018) występował jako Union Bob, grający na piccolo w symfonii i znany z tego, że opowiada o zasadach związkowych.

## Życiorys

### Wczesne lata
Urodził się w Newark, w stanie New Jersey w rodzinie żydowskiej jako syn Lorraine Pearl (z domu Fink) Blum i Mortona Josepha Bluma, którzy pracowali w branży ubezpieczeniowej. Dorastał w Maplewood w New Jersey. W 1968 ukończył Columbia High School i został wprowadzony do szkolnej galerii sław w 2012 roku. W 1974 uzyskał tytuł magistra sztuk pięknych na Uniwersytecie Pensylwanii. Uczył się aktorstwa w nowojorskim Herbert Berghof Studio.

### Kariera
W 1976 zadebiutował na Off-Broadwayu jako urzędnik na poczcie w spektaklu Wiśniowy sad. W 1977 po raz pierwszy trafił na Broadway w sztuce Arnolda Weskera Kupiec. W 1989 zdobył nagrodę Obie za rolę Ala w przedstawieniu Gus i Al w Playwrights Horizons.
Zagrał w prawie 30 filmach, w tym w komedii Marshalla Brickmana Chory z miłości (Lovesick, 1983), komedii Rozpaczliwie poszukując Susan (Desperately Seeking Susan, 1985) jako żonaty sprzedawca gorących kąpieli u boku Rosanny Arquette i Madonny, dramacie Między przyjaciółmi (Just Between Friends, 1986) z Mary Tyler Moore, Tedem Dansonem i Christine Lahti, komedii Krokodyl Dundee (1986) z Paulem Hoganem, komedii romantycznej Blake’a Edwardsa Randka w ciemno (Blind Date, 1987) z Kim Basinger i Bruce’em Willisem oraz dramacie kryminalnym Petera Hyamsa Presidio (The Presidio, 1988) z Seanem Connery, Markiem Harmonem i Meg Ryan. 
Pojawiał się gościnnie w serialach: Policjanci z Miami (1987), Roseanne (1991), Nowojorscy gliniarze (1993, 1996–1999), Frasier (1997), Rodzina Soprano (1999), Detektyw Amsterdam (2008) i Ty (serial telewizyjny)(2018) jako pan Mooney. 
Występował w produkcjach broadwayowskich takich jak Zagubiony w Yonkers (1991-93) Neila Simona jako Eddie, The Best Man (2012) Gore Vidala jako Dick Jensen i The Assembled Party (2013) jako Mort. 
Blum działał w Screen Actors Guild, będąc członkiem nowojorskich i krajowych rad.

## Życie prywatne
29 maja 2005 ożenił się z aktorką Janet Zarish.

## Śmierć
Zmarł 25 marca 2020 w nowojorskim szpitalu z powodu powikłań związanych z COVID-19 w wieku 69 lat.